# Bixio (cognome)
Bixio è un cognome di lingua italiana.

## Varianti
Biggio, Bigi, Bigio, Biselli, Bisello, Bisetti, Bisetto, Bisi, Bisini, Bisinotto, Bisio, Biso, Bissi, Bisso.

## Origine e diffusione
Il cognome è tipicamente ligure.
Potrebbe derivare dal nome medioevale Bixio, derivato dal ligure bixu o bixiu, "dal colore grigio". Potrebbe essere altresì collegato al latino pix, picis, "pece".
La variante Bigio compare prevalentemente in Italia centrale; Bisi è tipico del Centro-Nord.
Biso, tipico della provincia di La Spezia, è diffuso in particolare a Lerici e nelle frazioni limitrofe.

## Persone
- Giorgio Bixio – attore italiano
- Jacques Alexandre Bixio – politico francese
- Nino Bixio – patriota italiano